# Frank Luther (Bassist)
Frank Danny Luther (* 23. Februar 1944 in Chicago, Illinois) ist ein amerikanischer Kontrabassist des Modern Jazz.
Luther begann im Alter von vier Jahren mit dem Klavierspiel; mit sechs Jahren lernte er Geige. Im Schulorchester wechselte er mit fünfzehn Jahren zum Kontrabass. Er arbeitete dann in Chicago mit Herbie Hancock, Tommy Ponce (1960–64), Zoot Sims und Al Cohn (1965). Von 1967 bis 1968 studierte er am Milwaukee Conservatory und spielte mit Manty Ellis und Wes Montgomery. Danach arbeitete er in Atlanta mit Duke Pearson. 1973 zog er nach New York City, wo er mit Chet Baker und ab 1974 für mehrere Jahre sowohl bei Don Elliott als auch bei Gerry Mulligan arbeitete. Ab 1975 gehörte er auch zur Gruppe von Jimmy Giuffre. Dann spielte er mit Lee Konitz, Joe Puma, Phil Woods, Lionel Hampton, Joe Williams, Jimmy Cobb, Mel Tormé, Warren Bernhardt und Ingrid Sertso. Auch war er als Komponist und Solist an Tanzaufführungen beteiligt. Er ist auf Alben von Attila Zoller, Don Friedman, Hod O’Brien und Gerry Mulligan zu hören. Mit Zoller war er Mitte der 1970er Jahre mehrfach auf Deutschlandtournee.

## Lexigraphische Einträge
- Leonard Feather, Ira Gitler: The Biographical Encyclopedia of Jazz. Oxford University Press, New York 1999, ISBN 0-19-532000-X.

| Personendaten    | Personendaten                                |
| ---------------- | -------------------------------------------- |
| NAME             | Luther, Frank                                |
| ALTERNATIVNAMEN  | Luther, Frank Danny (vollständiger Name)     |
| KURZBESCHREIBUNG | amerikanischer Kontrabassist des Modern Jazz |
| GEBURTSDATUM     | 23. Februar 1944                             |
| GEBURTSORT       | Chicago, Illinois                            |